# ペルミラ・アドバイザーズ
ペルミラ・アドバイザーズ (英語: Permira Advisers) は、1985年に設立された、英国を本拠とするヨーロッパ最大規模のプライベート・エクイティ・ファンド（投資ファンド）である。

## 概要
1995年に前身のSchroder Venturesが設立され、プライベート・エクイティ市場に参入。1996年に英国、フランス、ドイツ、イタリアの各国チームがSchroder Ventures Europeとして統合、第一次汎欧州ファンドを設立し、その後2001年にペルミラ（Permira）に社名変更。ファンドには主に欧米の企業年金基金・公的年金基金、保険会社、政府系投資ファンド、その他の機関投資家が資金提供しており、1985年の創立以来、約250億ユーロを運用。これまで、インテルサット、インマルサット、フリースケール・セミコンダクタ、ヒューゴ・ボス、ヴァレンティノ、ドクターマーチン、インフォーマティカなどへの投資を実行した。

## 日本における活動
日本での案件としては、2008年に農薬大手アリスタライフサイエンスを約2400億円で買収、米国特殊化学品大手のプラットフォーム・スペシャルティ・プロダクツ・コーポレーションに35.1億ドルで売却した。2012年に国内最大手の回転ずしチェーンあきんどスシローの株式を日本の大手ファンドのユニゾン・キャピタルから786億円で取得した。2016年にオーガニック・パーソナルケア・ブランドのジョンマスターオーガニックとその日本・東アジアにおける総販売代理店であるスタイラの過半数の株式を370億円で取得した。
2015年、ペルミラ日本代表に大蔵省出身で元コールバーグ・クラビス・ロバーツ幹部の藤井良太郎、会長に元住友銀行常務、三洋電機副社長の古瀬洋一郎が就任し、消費財、小売り、テクノロジー、産業材、金融サービス、ヘルスケアの５分野を軸に、食とヘルスケア、フィンテックやヘルスケア・テックなどのテクノロジー分野に対して、企業価値が数百億から数千億円規模の日本企業に投資を検討している。

## 投資先と実績

### 海外
- インテルサット
- フリースケール・セミコンダクタ
- ヒューゴ・ボス
- ヴァレンティノ
- ドクターマーチン
- インフォーマティカ

### 日本
- アリスタライフサイエンス
- あきんどスシロー
- ジョンマスターオーガニック